# Helm Glöckler
Helm Glöckler (Frankfurt, 13 januari 1909 – Frankfurt, 18 december 1993) was een Duits Formule 1-coureur. Hij reed in 1953 1 Grand Prix voor het team Cooper.